# Nationalisme américain

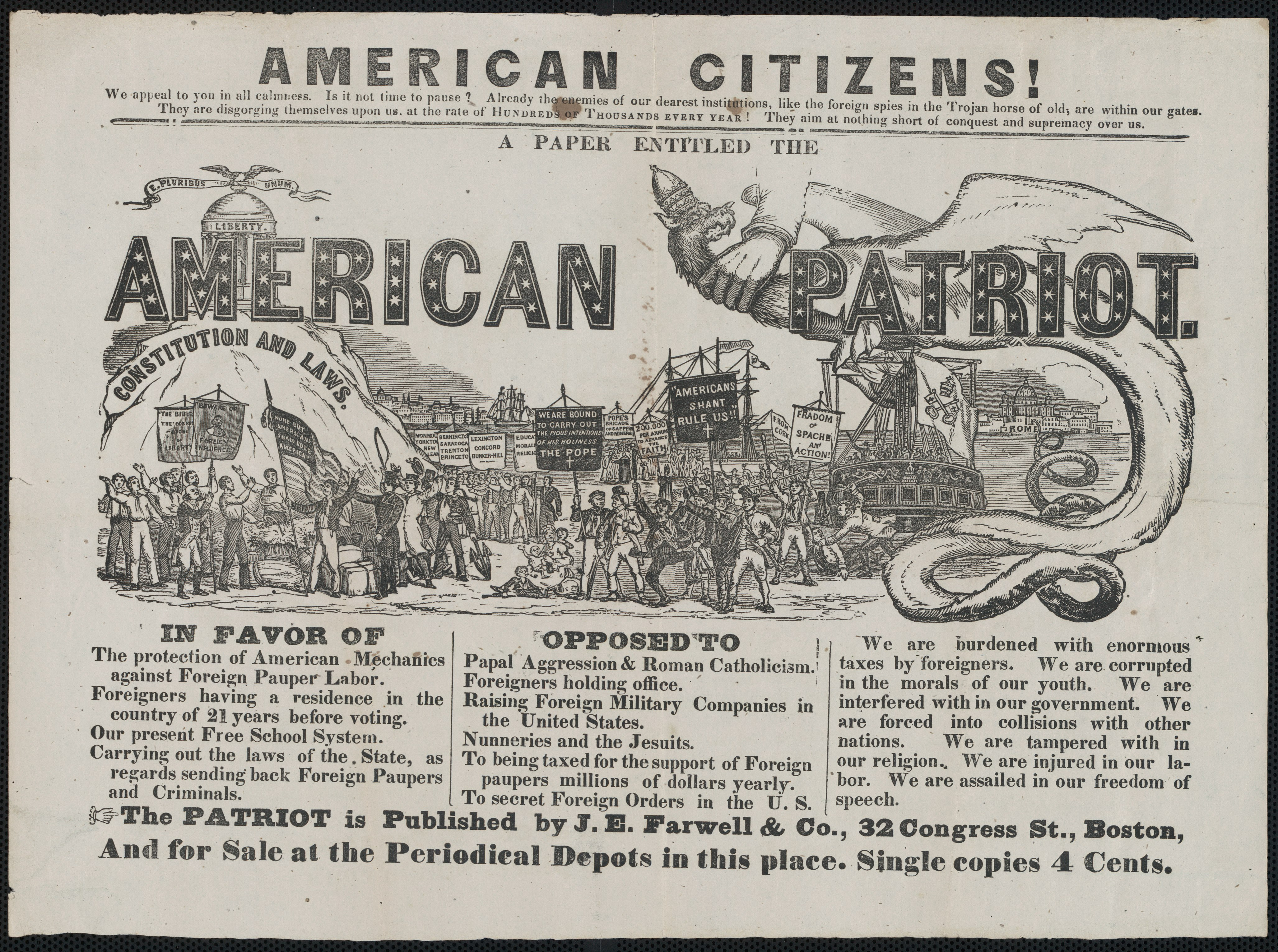
Carte American Patriot

Le nationalisme américain (American nationalism) est une forme de nationalisme ethnique, culturel ou civique aux États-Unis. Il indique essentiellement les aspects qui caractérisent et distinguent les États-Unis en tant que communauté politique autonome. Le terme sert souvent à expliquer les efforts déployés pour renforcer son identité nationale et son autodétermination dans le cadre de leurs affaires nationales et internationales. Les trois formes de nationalisme ont trouvé une expression dans l'histoire des États-Unis, en fonction de la période historique. Des universitaires américains tels que Hans Kohn ont déclaré que le gouvernement des États-Unis avait institutionnalisé un nationalisme civique fondé sur des concepts juridiques et rationnels de citoyenneté, reposant sur une langue et des traditions culturelles communes. Les pères fondateurs des États-Unis ont établi la souveraineté du pays sur des principes libéraux et individualistes classiques mais ils l'ont également combiné avec du nationalisme ethnique, tel que codifié dans la Loi sur la Naturalisation de 1790, dont la logique s'est poursuivie avec la Loi d'exclusion des Chinois, les Lois sur l'Immigration de 1891 et 1917, la Loi sur l'Urgence des Quotas de 1921, la Loi d'immigration Johnson-Reed de 1924 ou encore la Loi sur l'Immigration et la Nationalité de 1952.